# أبناء الغد (مسلسل)
أبناء الغد مسلسل كويتي من بطولة سعاد عبد الله، عبد العزيز الحداد، وغانم الصالح وأحمد الصالح وبرزت فيه شجون الهاجري، أُنتِج في عام 1999، وهو من إخراج غافل فاضل.

## ملخص القصة
تدور الأحداث في إطار متصل منفصل، حول عائلة تتكون من 6 أفراد، الأب والأم والأبناء الأربعة، وتناقش كل حلقة قضية جديدة ترسم شكل العلاقة بين الآباء والأبناء في إطار عائلي.

## تمثيل
- سعاد عبد الله
- غانم الصالح
- أحمد الصالح
- شجون الهاجري
- عبد العزيز الحداد
- دعاء عبد الرضا
- مصعب الحبيل
- بشاير صادق الدبيس
- عبد العزيز العتيبي